# Кехкуйские источники
Кехкуйские источники — минеральные источники на полуострове Камчатка.
Расположены термальные источники в долине реки Кехкуй, протекающей севернее реки Пиначевой. Температура источников невысока — от 18 до 33 °C. Общий дебит источников — 25 л/с. Воды Кехкуйских минеральных источников относятся к углекислым.